# Baia Tedesca
La Baia tedesca (in tedesco: Deutsche Bucht, in danese: tyske bugt, in olandese: Duitse bocht, in frisone occidentale: Dütske bocht, in frisone settentrionale: Schiisk Bocht) è l'ansa sud-orientale del Mare del Nord delimitata dai Paesi Bassi e Germania a sud, e Danimarca e Germania ad est (la penisola dello Jutland). A nord e ad ovest è limitata dalla Dogger Bank. La baia contiene la Frisia e le isole danesi. Il Mare dei Wadden ha una larghezza di circa dieci o dodici chilometri all'interno della Baia tedesca. Le isole della Frisia e le vicine aree costiere sono conosciute collettivamente come Frisia. La parte meridionale dell'ansa è anche conosciuta come la Baia di Helgoland. Tra il 1949 e il 1956 la BBC Sea Area Forecast (Shipping Forecast) usò "Helgoland" come denominazione per l'area ora indicata come Baia tedesca.

## Galleria d'immagini

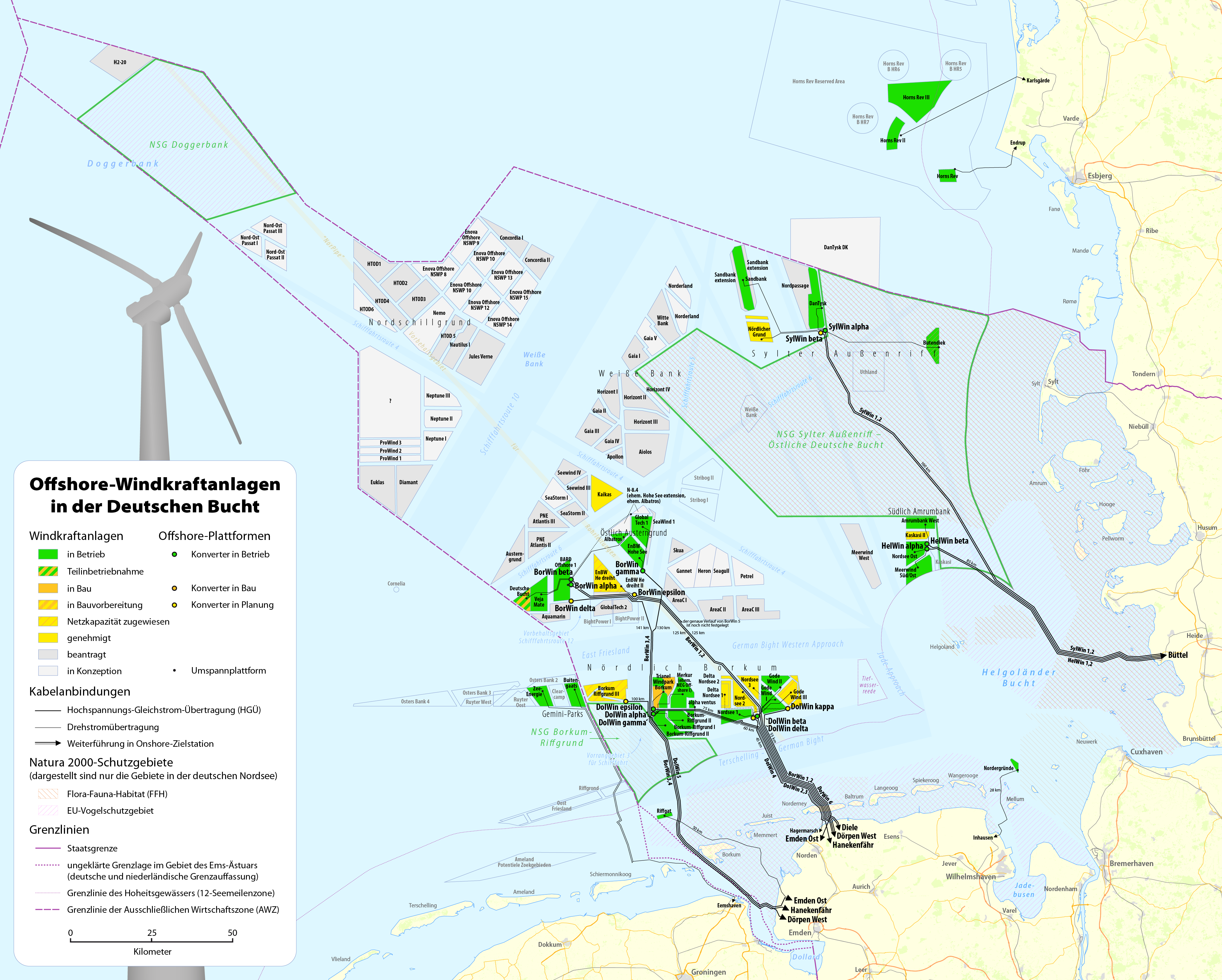
Parchi eolici offshore nella Baia tedesca
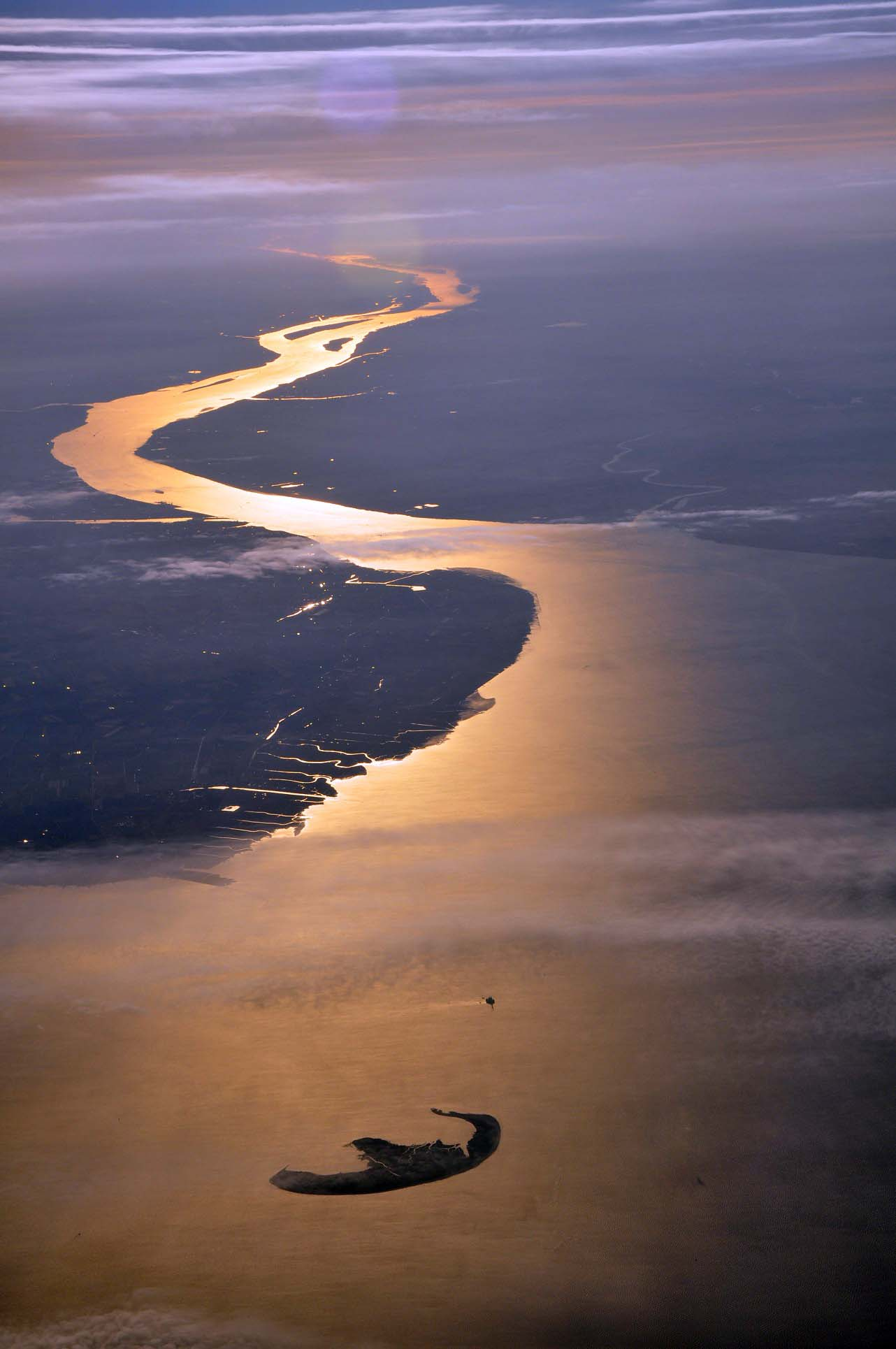
L'isola di Trischen con la foce del fiume Elba